# NGC 2523
NGC 2523 ist eine Balken-Spiralgalaxie vom Hubble-Typ SBbc im Sternbild Camelopardalis am Nordsternhimmel. Sie ist etwa 160 Millionen Lichtjahre von der Milchstraße entfernt und hat einen Durchmesser von etwa 135.000 Lj.
Halton Arp gliederte seinen Katalog ungewöhnlicher Galaxien nach rein morphologischen Kriterien in Gruppen. Diese Galaxie gehört zu der Klasse Spiralgalaxien mit gespaltenen Armen (Arp-Katalog).
Das Objekt wurde am 7. September 1885 vom amerikanischen Astronomen Lewis A. Swift entdeckt.
Am 17. Dezember 2024 wurde in NGC 2523 die Supernova SN 2024aeee entdeckt.

## NGC 2523-Gruppe (LGG 154)
| Galaxie   | Alternativname | Entfernung/Mio. Lj |
| --------- | -------------- | ------------------ |
| NGC 2523  | PGC 23128      | 160                |
| NGC 2441  | PGC 22031      | 160                |
| PGC 23781 | NGC 2550A      | 168                |
| PGC 22050 | UGC 4041       | 159                |
| PGC 22763 | UGC 4199       | 166                |